# Dürrakhioni csata
A dürrakhioni csatát 1081. október 18-án vívták az I. Alexiosz Komnénosz vezette bizánci erők a dél-itáliai normann grófság Robert Guiscard által parancsnokolt csapataival. A Bizánchoz tartozó Illíria székhelye, Dürrakhion (ma Durrës) városa melletti ütközet normann győzelemmel végződött.
Miután a normannok meghódították Dél-Itáliát, VII. Mikhaél bizánci császár (ur. 1071–1078) fia eljegyezte Robert Guiscard lányát. Amikor Mikhaélt elűzték a trónról, Robert ezt ürügyül használta fel Bizánc balkáni birtokainak meghódítására. 1081-ben csapatai ostrom alá vették Dürrakhiont, bár flottája vereséget szenvedett a velencei hajóhadtól. A néhány hónappal korábban hatalomra jutott Alexiosz Komnénosz október 18-án rátámadt az ostromlókra. A csata kezdetén a varég zsoldosokból álló bizánci jobbszárny megfutamította a vele szemben állókat, ám amikor üldözni kezdték a normannokat, elszakadtak a főerőktől, és egyre nagyobb veszteségeket szenvedtek. A támadásuk kifulladt, és végül megsemmisítették őket. Ezután a normann derékhadnak is sikerült legyőznie és megfutamítania a bizánci főerőket.
A győzelem után Robert Guiscard 1082 februárjában elfoglalta Dürrakhiont, majd a szárazföld belseje felé vonulva megszállta Makedónia és Thesszália nagy részét. Ezután azonban el kellett hagynia a Balkánt, mert szövetségesét, VII. Gergely pápát megtámadta IV. Henrik német-római császár. Robert a fiát, Tarantói Bohemundot tette meg görögországi seregének vezérévé. Eleinte sikereket értek el a bizánciak ellen, de Alexiosz végül Larissza mellett döntő vereséget mért rájuk, így hódításaikat feladva vissza kellett vonulniuk Itáliába.

## Előzmények
A franciaországi Normandiából először 1015-ben érkeztek normannok Dél-Itáliába, a bizánciak ellen küzdő lombard urak zsoldosaiként. A földbirtokokat szerző normannok 1054-ben már a pápa seregeit is legyőzték a civitatei csatában, és rákényszerítették, hogy elismerje dél-itáliai fennhatóságukat. 1059-ben a pápa a Hauteville családból származó Robert Guiscard-t Apulia, Calabria és Szicília hercegévé nevezte ki, bár az előbbi két régió nagy része bizánci, Szicília pedig szaracén kézen volt.
1071-re Robert és öccse, Roger elfoglalta Barit is, az utolsó bizánci birtokot Itáliában. A következő évben megdöntötték a Szicíliai Emirátust és meghódították egész Szicíliát. 1073-ban VII. Mikhaél bizánci császár követséget küldött hozzá, és fia, Konsztantinosz számára feleségül kérte Robert Guiscard lányát, Helenát. Helena el is utazott Konstantinápolyba, ám 1078-ban Niképhorosz Botaneiatész megdöntötte Mikhaél hatalmát, így a normann hercegnő elveszítette esélyét a császárnéi koronára. Robert ezután azzal az ürüggyel, hogy rosszul bántak lányával, megtámadta a Bizánci Birodalmat, de az inváziót egy itáliai felkelés miatt el kellett halasztania.
1081 elejére Robert összegyűjtötte minden fegyverfogható emberét, akiket megfelelően felszerelt. Eközben követet is küldött Konstaninápolyba, hogy megfelelő elbánást követeljen lányának, és megnyerje ügyének a bizánci főparancsnokot (domesztikosz tón szkholón), Alexiosz Komnénoszt. A követ összebarátkozott Alexiosszal, aki hamarosan megbuktatta Niképhoroszt, és maga ült a császári trónra.
Amikor a követ visszatért Itáliába, biztosította Robert-t Alexiosz békés szándékairól, a herceg azonban nem akart békét. Fiát, Bohemundot előreküldte az előőrssel, hogy szálljanak partra a mai Albániában, majd rövidesen maga is követte őt a derékhaddal.

## A háború kezdete
A normann hadsereg 1081 májusának végén 150 hajóval (közte 60 lószállítóval) kelt át a tengeren. A sereg 20 ezer katonából, közte 1300 normann lovagból állt. A hajóhad Avalonában érte el a bizánci területet; itt a bizánciakkal ellenséges viszonyban lévő raguzai hajók csatlakoztak hozzájuk.
Robert elhagyta Avalonát és Korfura hajózott, ahol a kis létszámú helyőrség megadta magát. Miután megfelelő hídfőre tett szert, ahová az itáliai erősítések biztonságban megérkezhettek, egyenesen Illíria legnagyobb városa és székhelye, Dürrakhion felé indult. A jól megerősített város egy hosszú és keskeny félszigeten feküdt, melyet a szárazföldtől mocsár választott el. Guiscard a félszigetre vonult, és tábort ütött a város falai előtt. A Dürrakhionba igyekvő normann flotta azonban viharba került, és néhány hajó elsüllyedt.
A normann invázió hírére Alexiosz császár követeket küldött Domenico Selvo velencei dózséhoz, hogy kereskedelmi jogokért cserébe segítségét kérje. A velenceiek, akik egyáltalán nem tartották kívánatosnak, hogy az Otrantói-szoros teljes egészében normann ellenőrzés alá kerüljön, flottájukkal délre hajóztak, és sikerült meglepniük a Bohemund irányítása alatt lévő hajóhadat. A normannok vitézül küzdöttek, de tengeri csatákban járatlanok voltak, és a tapasztalt velencei hajósok a „tengeri kikötő” alakzat és görögtűz alkalmazásával szétszórták hajóikat. A velenceiek ezután behajóztak a dürrakhioni kikötőbe.

## Dürrakhion ostroma

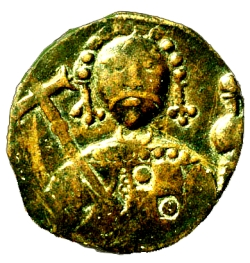
Robert Guiscard pénze

Robert-nek nem szegte kedvét a flotta balszerencséje, és nekikezdett Dürrakhion ostromának. A városi helyőrség kapitánya a tapasztalt Georgiosz Palaiologosz volt, akinek a császár megparancsolta, hogy mindenképpen tartson ki, míg összegyűjti az ellentámadáshoz és a város felmentéséhez szükséges erőket.
Időközben megérkezett a bizánci flotta, és csatlakozva a velenceiekhez, ismét megfutamította a normannok hajóit. Robert katapultjai, ballisztái és egyéb ostromeszközei ellenére Dürrakhion egész nyáron át kitartott. A bizánci katonák több alkalommal kitörtek a városból, egyszer Palaiologosz egész nap egy nyílheggyel a koponyájában harcolt, egy másik alkalommal pedig sikerült lerombolniuk a normannok ostromtornyát.
A normann táborban járvány tört ki, Anna Komnéné szerint tízezer katona halt meg, köztük 500 lovas. Ennek ellenére az ostromlottak helyzete – főleg a normannok ostromgépei miatt – egyre romlott. Üzenetük Alexioszt Szalonikiben érte, ahol összegyűjtötte csapatait. A császárnak kb. húszezer katona állt rendelkezésére. Mintegy ötezer főt a makedóniai és trákiai tagmák tettek ki, ehhez jött még körülbelül 1000 fős elit excubitor és vestiaritai egység, 2800 manicheus, thesszáliai lovasok, balkáni sorozott katonák, örmény gyalogosok; ezenkívül 2000 szeldzsuk és 1000 frank zsoldos, a varég testőrség 1000 katonája és a szeldzsuk szultán által küldött 7000 török segéderő. Alexiosz kivonta katonáit a keleti határról, veszélyeztetve a birodalom biztonságát egy esetleges török támadás esetén.

## A csata

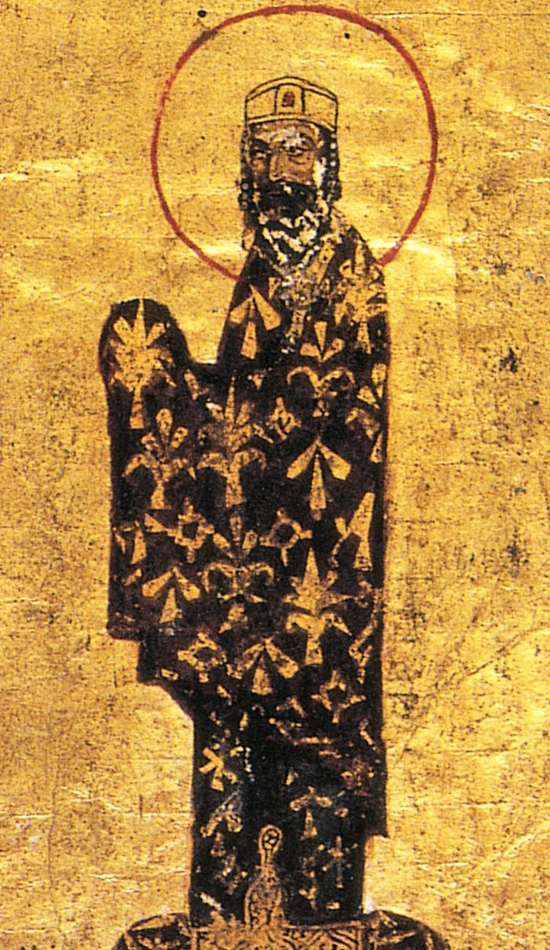
Alexiosz Komnénosz

A bizánci hadsereg Szalonikiből Dürrakhion felé indult, és október 15-én a városközeli Kharzanész folyónál táborozott le. A császár haditanácsán részt vett Georgiosz Palaiologosz is, akinek sikerült kiszöknie az ostromlott városból. A főtisztek többsége, köztük a városparancsnok, az óvatosság mellett érvelt, rámutatva, hogy az idő a császárnak dolgozik. Alexiosz azonban abban bízott, hogy sikerül hátulról meglepnie az ostromló normannokat, azért a Dürrakhionnal szembeni dombra vezényelte csapatait, és felkészült a másnapi csatára.
Robert Guiscard-t felderítői időben értesítették a császár megérkezéséről, és október 17-én este átvitte katonáit a félszigetről a szárazföldre. Látva, hogy a meglepetés nem sikerült, Alexiosz megváltoztatta tervét. Hadseregét három részre osztotta, a balszárnyat Gregoriosz Pakourianoszra, a jobbszárnyat Niképhorosz Melisszenoszra bízta, a derékhadat pedig megtartotta magának. A normannok jobbszárnyát Giovinazzo grófja, balszárnyát Bohemund parancsnokolta, míg középen maga Robert harcolt.
A bizánci gyalogság előtt a varégok fedezete alatt egy erős íjászcsapat lőtte az ellenséget, míg a két hadsereg közel nem ért egymáshoz. Robert ekkor egy lovascsapatot küldött, hogy támadást imitálva összezavarják a varégok sorait, de őket az íjászok megfutamították. A normannok jobbszárnya váratlanul rárontott arra a pontra, ahol a bizánci balszárny és közép találkozott és ahol a varégok balszárnya állott. A varégok állták a támadást, míg a bizánci balszárny – köztük a császár elit egységei – rátámadtak a normannokra, akik rövid időn belül menekülésre fogták, és csak a tengerparton gyűjtötte őket egybe Rober Guiscard felesége, a páncélba öltözött Salernói Sikelgaita.

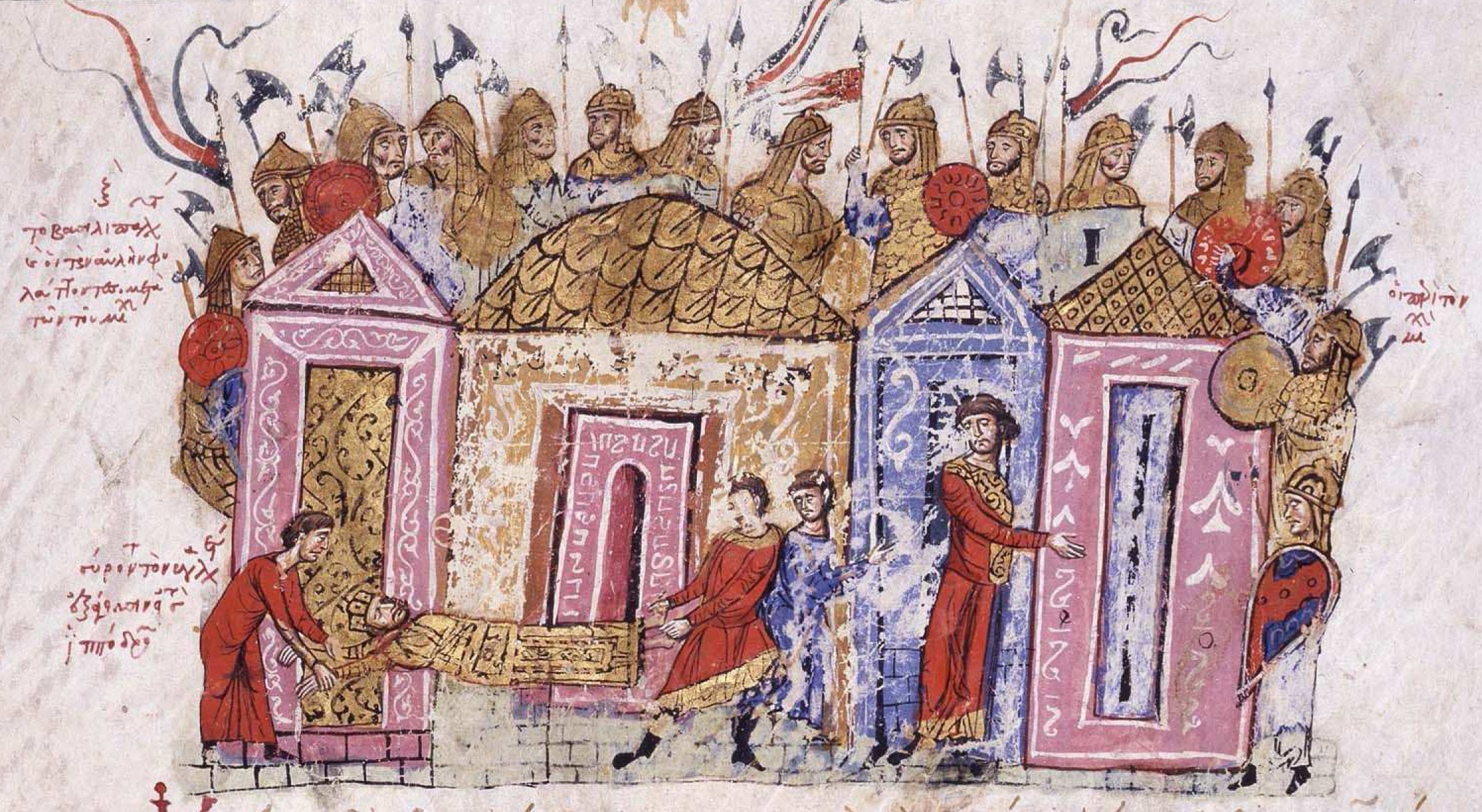
A varég testőrség

Eközben a derékhadak és a másik szárny kisebb csatározásokkal és kitörésekkel próbálgatták az ellenséget. A normann jobbszárny összeomlása után a varégok – többnyire súlyos csatabárdokkal felfegyverzett angolszászok, akik a normann hódítás után elhagyták Angliát – üldözőbe vették a lovon menekülő normann lovagokat, ám hamarosan elszakadtak a főerőktől és teljesen kifulladtak. Robert lándzsás és számszeríjas egységeket küldött rájuk, súlyos veszteségeket okozva nekik. A megmaradt varégok Mihály arkangyal templomába menekültek, amit rájuk gyújtottak, és valamennyien ott vesztek.
Georgiosz Palaiologosz kitört az ostromlott Dürrakhionból, de tényleges segítséget nem tudott nyújtani a bajba került bizánci hadseregnek. A helyzet fordultát látva a császár vazallusa, Konstantin Bodin dukljai király és a szeldzsuk segédcsapatok megfutamodtak. A normann nehézlovasság ekkor rohamozta meg a balszárny nélkül maradt bizánci derékhadat, előbb megfutamítva könnyűgyalogosait, majd kisebb csapatokra oszolva betört a bizánci hadrendbe, amely erre menekülni kezdett. Az őrizetlenül hagyott bizánci tábor a normannok kezére került.
Alexiosz és testőrsége addig védekezett, amíg a túlerő menekülésre nem kényszerítette őket. A testőreitől elszakadt császár megsebesült a homlokán, és sok vért vesztett, de végül sikerült eljutnia Ohridba, ahol összegyűjtötte serege maradékát.
A modern történészek elemzése szerint bár Alexiosz jó stratéga volt, katonái fegyelmezetlenül a megfutamodó ellenség után eredtek, ami a bizánci katonai előírás durva megsértése volt. A császár a páncélos nehézlovasság rohama ellen sem talált megfelelő megoldást, amely szinte ellenállás nélkül ütötte át a bizánci vonalakat.

## Következmények
Alexiosz részéről az ütközet súlyos vereséggel zárult, a történész Jonathan Harris szerint „minden szempontból olyan súlyossal, mint a manzikerti csata”. Mintegy ötezer katonát vesztett, köztük a varég testőrség többségét. A normann veszteségek nem ismertek, de azok sem lehettek alacsonyak, mert mindkét szárnyuk megfutamodott. A csatát részükről az akkor még újdonságnak számító kopjás nehézlovas roham döntötte el.
Georgosz Palaiologosz a csata után nem tudott visszatérni a városba, és csatlakozott a császár főerőihez. A dürrakhioni fellegvár védelmét a velenceiek, a városét pedig az albán Komiszkortész vette át.
1082 februárjában Dürrakhion elesett, miután egy velencei (vagy amalfi) polgár megnyitotta a kapukat a normannok előtt. A normannok ezután szinte egész Észak-Görögországot jóformán ellenállás nélkül meghódították. Kasztoriában Robert üzenetet kapott, hogy Dél-Itália fellázadt, valamint IV. Henrik német-római császár Rómában ostromolja a normannok szövetségesét, a pápát. Alexiosz 360 ezer aranyat fizetett Henriknek, aki bevonult Itáliába, és ostrom alá vette Rómát. Robert Guiscard Itáliába sietett, balkáni hadseregét Bohemundra bízva.
A pénzzavarba került Alexiosz elkobozta a templomok kincseit, és Szalonikiben új hadsereget állított fel. Bohemund azonban kétszer is megverte a császár seregeit, előbb Árta, majd Ioannina mellett. A normannok ekkor már egész Makedónia és majdnem teljes Thesszália birtokában voltak. Larissza alatt azonban a hétezer szeldzsuk által segített bizánci hadsereg győzelmet aratott, és a demoralizált, rosszul fizetett normannok visszaözönöltek az Adria partjára és visszatértek Itáliába. Alexiosz eközben adómentességet és egy konstantinápolyi kereskedőkolóniát adományozott a velenceieknek, akik cserébe visszafoglalták Dürrakhiont, és Korfut és visszaszolgáltatták a birodalomnak. Az itáliai normannok minden balkáni hódításukat elvesztették.

## Fordítás
- Ez a szócikk részben vagy egészben  a   Battle of Dyrrhachium (1081) című angol Wikipédia-szócikk ezen változatának fordításán alapul.  Az eredeti cikk szerkesztőit annak laptörténete sorolja fel. Ez a jelzés csupán a megfogalmazás eredetét és a szerzői jogokat jelzi, nem szolgál a cikkben szereplő információk forrásmegjelöléseként.